# Gaustatoppen
Gaustatoppen – szczyt w Norwegii (w regionie Telemark) położony na Półwyspie Skandynawskim, w Górach Skandynawskich. Leży on kilka kilometrów na południe od Rjukan i na zachód od Oslo (ok. 100 km w linii prostej, 180 km drogą). Szczyt osiąga wysokość 1891 metrów.

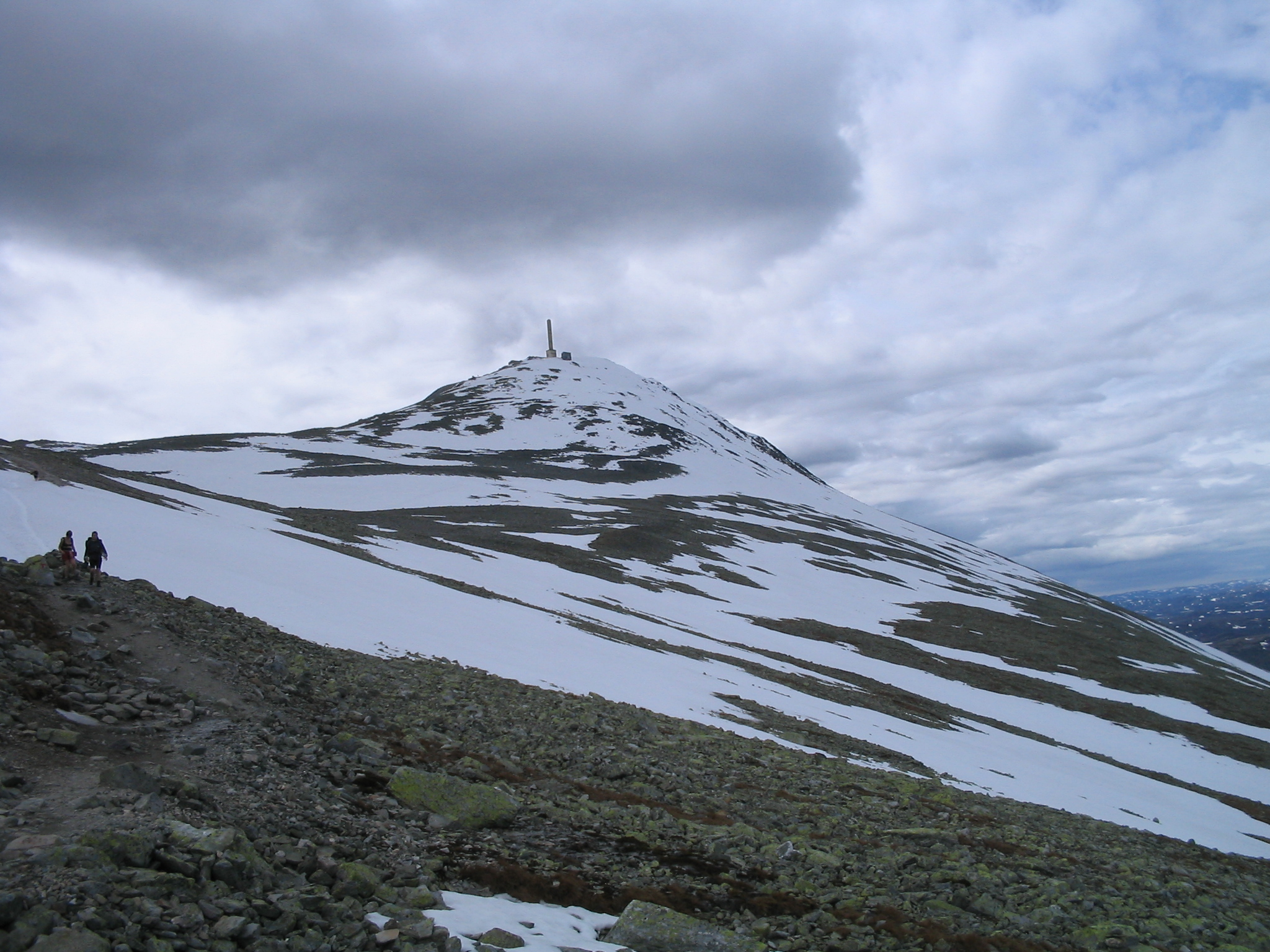
Szczyt
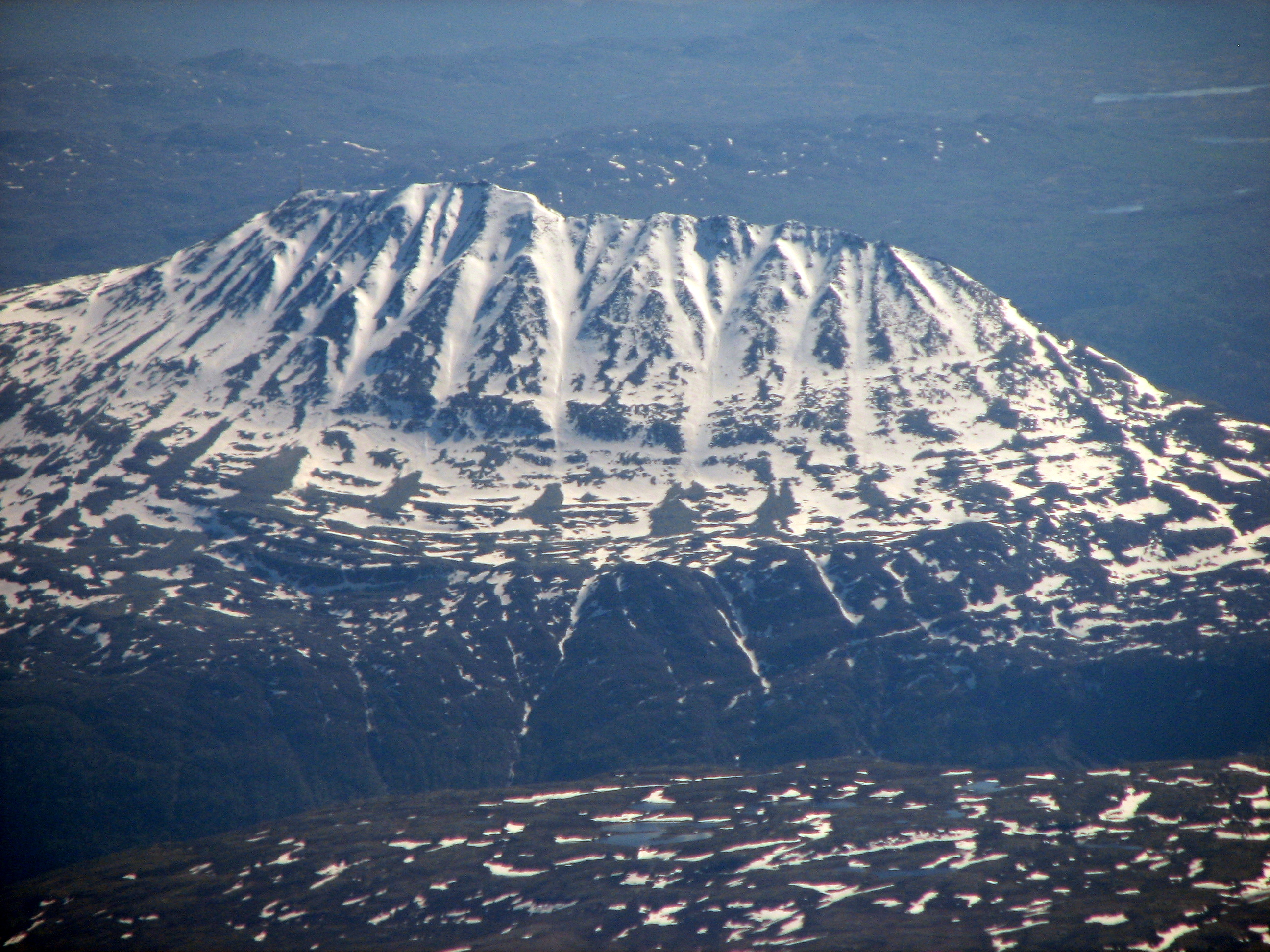
Gaustatoppen z powietrza
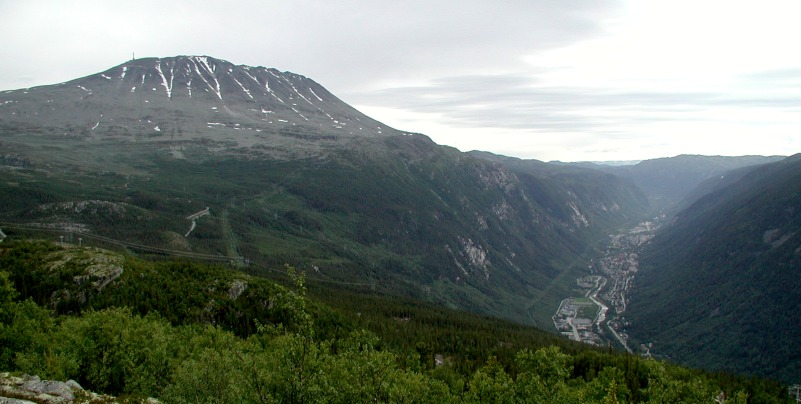
Gaustatoppen i Rjukan